# Ад (фильм, 2010)
Ад (исп. El Infierno) — криминальная драма режиссёра Луиса Эстрады, сатирически трактующая тему наркотрафика и организованной преступности в Мексике.

## Сюжет
1990 год, Бенхамин «Бенни» Гарсия (Дамиан Алькасар), прощается со своей матерью и младшим братом, уезжая на заработки в США.
Через 20 лет его депортируют обратно в Мексику. По пути в родную деревню его дважды грабят: сперва бандиты, затем полиция. Возвратившись домой без денег, он видит картину опустошения. Все — от священника до мэра города — связаны с наркомафией. Ему предлагают заняться тем же. Сначала Бенни противится, но не найдя другой работы, в итоге соглашается. Он начинает хорошо зарабатывать, но вскоре понимает, что криминальная жизнь сопряжена с серьёзными проблемами.

## Награды
Премия «Ариэль» в категориях «Лучший фильм», «Лучший режиссёр», «Лучший актёр второго плана», «Лучший монтаж», «Лучший звук», «Лучший арт-дизайн», «Лучший грим», «Лучшие спецэффекты» (2010).

## Сборы
В 2010 году в кинотеатрах Мексики фильм посмотрело свыше 2 млн зрителей (второй по сборам и первый в пиратском доступе).

## Оценки критиков
Трэйси Вилкинсон (Лос Анджелес Таймс): «Фильм Эстрады противоречив и мрачен, в нём есть провокация и моменты смеха. Он рисует очень унылую картину нарковойны в Мексике и то, как она разрушает все стороны жизни страны. Фильм стал блокбастером в Мексике, получив признание критиков и негодование правительства».